# Филип Гогула
Филип Гогула (  — Диселдорф, 31. јул 1987) професионални је немачки хокејаш на леду који игра на позицијама левокрилног нападача.
Члан је сениорске репрезентације Немачке за коју је на међународној сцени дебитовао на светском првенству 2006. године.
Целокупну играчку каријеру провео је играјући у немачком првенству у екипи ХК Келнер хајеа. Године 2005. учествовао је на улазном драфту НХЛ лиге где га је као 48. пика у другој рунди одабрала екипа Буфало сејберса. Након три учешћа на летњем тренинг кампу Сејберса у лето 2009. потписује уговор са Сејберсима који га прослеђују у своју тадашњу филијалу Портланд пајратсе. Након годину дана проведених у Америци Гогула се као слободан играч враћа у свој матични клуб Келн.